# 三月薫
三月 薫（さんがつ かおる）は、日本の漫画家。2012年に「退屈しのぎは華やかに」が第32回デザート新人まんが大賞で入選し、『デザート』（講談社）2013年2月号に掲載されデビュー。

## 作品リスト

### 漫画
- 退屈しのぎは華やかに（『デザート』2013年2月号）
- 恋命シリーズ（『THEデザート』2013年5月号 - 2014年9月号、『デザート』2014年5月号） - 受賞後第1作の連載化[2]。
- 悪役シンデレラ（『デザート』2015年2月号[3] - 6月号）
- かわいいから許す（『デザート』2015年10月号 - 2016年6月号[4]） - オムニバス作品。単行本未収録作品あり。収録された作品にはそれぞれにタイトルがついている。
- 百年のワルキューレ（『少年マガジンエッジ』2017年2月号[5] - 12月号）
- 探偵が早すぎる（原作：井上真偽、『少年マガジンエッジ』2018年7月号[6] - 2019年3月号[7]） - コミカライズ。
- おとなりと、晴々（双葉社、2019年8月30日[8]）
- 私の好きはかくせない（『デザート』2020年6月号別冊付録 - 2022年1月号別冊付録）
- 転生したら前世の男友達に求婚されました（『Palcy』2022年10月8日[9] - 2023年2月8日[10]）
- 恋か病か（『Palcy』2023年7⽉24⽇[11] - 2024年11月25日[12]）
- 中通りダイアリー（『カドコミ』Comic Ailyレーベル 2025年7月16日[13] - ）

### イラスト
- 宇宙人と綴じたメモリア（著：折口哲、講談社BOX、2014年2月5日発売、ISBN 978-4-06-283864-1）

### 書籍
- 『恋命シリーズ』、講談社〈KCデザート〉2014年、全2巻
  1. 恋命の小さな奇跡 2014年2月24日発売[2]、ISBN 978-4-06-365764-7
  2. 恋命と夢で逢えたら 2014年9月12日発売[14]、ISBN 978-4-06-365784-5
- 『悪役シンデレラ』講談社〈KCデザート〉、2015年7月13日発売[15]、ISBN 978-4-06-365825-5
- 『かわいいから許す』講談社〈KCデザート〉、2016年6月13日発売[16]、ISBN 978-4-06-365868-2
  - 「色とりどりの彼の世界と秋の朝」「放課後食堂」「夏の4番は片想い」「聖夜の私とお巡りさん」という作品名で収録。「退屈しのぎは華やかに」も併録。
- 『百年のワルキューレ』、講談社〈マガジンエッジKC〉2017年、全2巻
  1. 2017年6月16日発売[17][18]、ISBN 978-4-06-391070-4
  2. 2017年12月15日発売[19]、ISBN 978-4-06-510840-6
- 『探偵が早すぎる』、原作：井上真偽、講談社〈マガジンエッジKC〉2018年 - 2019年、全2巻
- 『おとなりと、晴々』[注釈 1]双葉社〈ジュールコミックス〉、2020年4月発売 - 電子書籍限定配信。
- 『私の好きはかくせない。』、講談社〈KCデザート〉2021年 - 2022年、全3巻
  1. 2021年7月13日発売[20][21]、ISBN 978-4-06-523906-3
  2. 2021年9月13日発売[22]、ISBN 978-4-06-524544-6
  3. 2022年2月10日発売[23]、ISBN 978-4-06-526743-1
- 『恋か病か』、講談社〈KCデラックス〉2024年 - 、既刊3巻（2025年1月10日現在）
  1. 2024年1月12日発売[24][25]、ISBN 978-4-06-534337-1
  2. 2024年6月13日発売[26]、ISBN 978-4-06-535309-7
  3. 2025年1月10日発売[27]、ISBN 978-4-06-538125-0